# Michel Phaneuf
 (novembre 2013).
Michel Phaneuf, C.M., C.Q. est un critique gastronomique québécois spécialisé dans le vin.
Depuis 1981, il a publié 30 éditions de son Guide du vin, qui a été vendu plus de 1 million d'exemplaires. 

## Biographie
Il est titulaire d’un baccalauréat spécialisé en communication de l’Université du Québec à Montréal.
Il a commencé par animer des séances de dégustation de vin à l’intention du grand public. Son édition 2010 a remporté le prix du meilleur guide au monde aux Gourmand World Cookbook Awards. Il avait été finaliste quatre fois.
Il a publié une lettre vineuse pendant 30 ans, La fine goutte, et signé la chronique de vins dans le magazine L'Actualité de 1986 à 2011.
Il a reçu plusieurs prix, dont le prix 2004 des Ambassadeurs du vin au Québec et a été choisi parmi les 101 Québécois au sommet de l'action par le magazine Entreprendre en 2004. Le 30 juin 2014, il a été nommé membre de l'Ordre du Canada. Le 20 juin 2019, il a été fait Chevalier de l’Ordre national du Québec.
Photographe par passe-temps, il a publié Voyageur du vin en 2005, un recueil de plus de 200 photos autour du vin. Ce livre a aussi été récompensé aux Gourmand World Cookbook Awards, en 2007, pour le prix du meilleur livre de photographie sur le vin.
En 2007, il a progressivement fait une plus large place à une collaboratrice, Nadia Fournier. Dès 2011, elle signe Le guide du vin de manière autonome, avec Michel Phaneuf comme consultant.
En 2013, Michel Phaneuf reconnaît avoir vécu des problèmes de santé : soucis cardiaques en 2007, puis maladie de Parkinson, en 2008. « Si mon état m’oblige à m’éloigner du vin, je trouve un formidable réconfort dans la beauté. Grâce à elle, je suis confiant de finir mes jours serein et heureux. Entretemps, je tente de la capter du mieux que je peux avec ma caméra. C’est en cela que la photographie est devenue mon salut », confie-t-il au site web samyrabbat.com.
Il a épousé Ginette Prémont en 1980, une professeure de soins infirmiers au collège Bois-de-Boulogne, et elle devient vite sa collaboratrice chargée de la coordination et de la révision. Ils ont fondé le club d'amateurs de vins Les amitiés bachiques en 1978. Elle a succombé à un cancer le 27 juin 2010.

## Référence
1. ↑  texte du lien, texte additionnel.